# Peter Betthausen
Peter Betthausen, né le 27 juin 1941 à Harzgerode et mort le 24 juillet 2025, est un historien de l'art allemand.

## Biographie
Betthausen étudie l'histoire de l'art, l'histoire et l'esthétique à l'Université Humboldt de Berlin . De 1966 à 1986, il y travaille ainsi qu'à l'Université de Leipzig. En 1971, il fait son doctorat à l'Université de Berlin sur les hypothèses d'une théorie art-scientifique du style et s'habilite en 1986 sur les communautés d'artistes du romantisme allemand. En outre, de 1974 à 1986, il travaille à l'Institut d'études esthétiques et artistiques de l'Académie des sciences de la RDA. À partir de 1986, il est directeur de la Galerie nationale de la RDA. Au cours de son mandat, qui dure jusqu'en janvier 1991, il présente une série d'expositions sur des artistes des XIXe et XXe siècles, dont Wolfgang Mattheuer (de), Wilhelm Lehmbruck, Werner Tübke, Gerhard Altenbourg et Bernhard Heisig (de). Il organise également des expositions à partir des fonds de la Galerie nationale de Vienne et de divers endroits aux États-Unis. Betthausen travaille ensuite comme historien de l'art indépendant à Berlin. Dans ses nombreuses publications, il se consacre principalement à l'art des XIXe et XXe siècles et l'histoire de l'histoire de l'art. Betthausen est membre de la Société Leibniz des sciences de Berlin depuis 2004.

## Publications (sélection)
- Anton Graff. Reihe Maler und Werk (de). Verlag der Kunst, Dresden 1973.
- Arnold Böcklin. Reihe Maler und Werk. Verlag der Kunst, Dresden 1975.
- (Hrsg.): Studien zur deutschen Kunst und Architektur um 1800. Verlag der Kunst, Dresden 1981.
- Karl Friedrich Schinkel. Henschel, Berlin 1983.
- mit Brigitte Schmitz, Bernhard Maaz: Schinkelmuseum Friedrichswerdersche Kirche. Staatliche Museen zu Berlin, Nationalgalerie, Berlin 1989.
- Die Präraffaeliten. Henschel, Berlin 1989,  (ISBN 3-362-00392-3).
- mit Gottfried Riemann, Klaus Albrecht Schröder: Von Caspar David Friedrich bis Adolph Menzel: Aquarelle und Zeichnungen der Romantik aus der Nationalgalerie Berlin/DDR. Prestel, München 1990,  (ISBN 978-3-7913-1047-3).
- Die Museumsinsel zu Berlin. Henschel, Berlin 1990,  (ISBN 978-3-362-00275-2).
- mit Max Kunze (Hrsg.): Jacob Burckhardt und die Antike. Von Zabern, Mainz 1998,  (ISBN 978-3-8053-2514-1).
- mit Max Kunze (Hrsg.): Wiedergeburt griechischer Götter und Helden, Homer in der Kunst der Goethezeit. Von Zabern, Mainz 1999,  (ISBN 978-3-8053-2596-7).
- mit Peter H. Feist (de), Christiane Fork: Metzler-Kunsthistoriker-Lexikon, zweihundert Porträts deutschsprachiger Autoren aus vier Jahrhunderten. Metzler, Stuttgart/Weimar 1999,  (ISBN 978-3-476-01535-8).
- H. O. Gehrcke: 1896–1988, ein Malerleben an der Havel. Stiftung Preußische Schlösser und Gärten Berlin-Brandenburg, Berlin 1999.
- Friedrich Wilhelm IV. von Preussen, Briefe aus Italien 1828. Herausgeber, Deutscher Kunstverlag, München und Berlin 2001,  (ISBN 978-3-422-06333-4).
- mit Bettina Hagen und Max Kunze: Antike in Wien: die Akademie und der Klassizismus um 1800. Von Zabern, Mainz 2002,  (ISBN 978-3-8053-3065-7).
- mit Peter H. Feist, Axel Rügler: Augen unterwegs …, Reisebilder, Aquarelle und Zeichnungen von Georg Dehio. Rutzen, Ruhpolding 2005,  (ISBN 3-938646-00-4).
- Georg Dehio, ein deutscher Kunsthistoriker. Deutscher Kunstverlag, München 2004,  (ISBN 3-422-06399-4).
- mit Ulrike Hager, Peter H. Feist (Hrsg.): Ronald Paris – Lob des Realismus. Faber & Faber, Leipzig 2008,  (ISBN 978-3-86730-063-6).
- Philipp Otto Runge – Briefwechsel. Herausgeber, Seemann, Leipzig 2010,  (ISBN 978-3-86502-242-4).
- mit Frank-Lothar Kroll (Hrsg.): Kunst in Preußen – preußische Kunst? Duncker & Humblot, Berlin 2016,  (ISBN 978-3-428-14863-9).